# Brutus (líder amazic)
Brutus és un líder amazic del segle VI que va participar en les guerres romano-amazigues entre l'Imperi Romà d'Orient contra les tribus amazics d'Àfrica. Apareix per primera vegada a les fonts a l'hivern del 546-547, quan va lluitar al costat d'Antales i va ser derrotat pel general imperial Joan Troglita a la batalla de Sufètula. L'estiu del 547, quan Carcasà va reprendre la guerra, es va aliar amb ell i va participar el 548 a la batalla dels Camps de Cató on la rebel·lió amazic va ser esclafada posant final a la guerra. Després de la batalla no torna a ser esmentat.